# Ernst Klusen
Ernst Klusen (* 20. Februar 1909 in Düsseldorf; † 31. Juli 1988 in Bad Segeberg) war ein deutscher Musikwissenschaftler, Komponist, Musikpädagoge und Volksliedforscher.

## Jugend und Ausbildung
Ernst Klusen stammte aus einer Musikerfamilie, die vor dem Ersten Weltkrieg in Deutschland und Westeuropa als Familienunternehmen auf Tournee ging. Nach dem Tod seines Vaters wuchs er in Krefeld bei seiner Großmutter auf und kam mit der Jugendbewegung in Berührung. Er studierte nach dem Abitur 1927 an der Universität Köln Musikwissenschaft und Germanistik, ab 1928 parallel dazu an der Kölner Musikhochschule Schulmusik. Sein Studium finanzierte er unter anderem durch Klavier- und Orgelspiel sowie Tätigkeiten als Musikkritiker und Chorleiter. 1933 musste er seine bereits abgeschlossene Dissertation zu Gustav Mahler zurückziehen; Mahler war nach der Machtergreifung ein verfemter jüdischer Komponist. Nach zusätzlichen Studien an Universitäten in Wien und Prag reichte er seine zweite Dissertation aus politischen Gründen nicht in Köln, sondern bei Ludwig Schiedermair an der Universität Bonn ein, die er 1938 über seine Untersuchungen zum Volkslied im niederrheinischen Dorf am Beispiel des Volksliedschatzes der Gemeinde Hinsbeck verfasste. Verzögert durch den Krieg, erschien sie gedruckt erst 1941, und zwar gleichzeitig als Eröffnungsband der Reihe „Veröffentlichungen des Niederrheinischen Volksliedarchivs Viersen – Wissenschaftliche Reihe“. In einem für die damalige Zeit mutigen Schlusskapitel wies Klusen Versuche, die nationalsozialistische Rassenlehre auch in der Volksliedforschung zu etablieren, zurück.

## Beruflicher Werdegang und Tätigkeiten
Klusen wurde zunächst Musikerzieher in Krefeld und anschließend in Viersen, wo er seit 1938 seinen Wohnsitz hatte. 1939 gründete er dort das Niederrheinische Volksliedarchiv. 1940–1946 war er Soldat bzw. in Kriegsgefangenschaft. Zunächst erneut im Schuldienst und Mitbegründer und Leiter der Viersener VHS (1947–1961), war er 1962–1976 als ordentlicher Professor auf dem Lehrstuhl für Musikerziehung an der Pädagogischen Hochschule Neuss tätig. Er gründete das Institut für Musikalische Volkskunde in Deutschland, war Vorsitzender der Kommission für Lied-, Musik- und Tanzforschung in der Deutschen Gesellschaft für Volkskunde, Mitglied des „Raad vor de Nederlandsche Volkszang“ (Königlich-Niederländische Akademie der Wissenschaften Amsterdam), 1975–1977 Vorsitzender der Arbeitsgemeinschaft für rheinische Musikgeschichte und war ca. 30 Jahre lang Juror beim International Muzikfestival voor de Jeugd im belgischen Neerpelt. Seine Arbeit schlug sich in ca. 80 Aufsätzen nieder, z. B. im Jahrbuch für Volksliedforschung, in zahlreichen Lieder- und Musikbüchern sowie Vorträgen und Rundfunksendungen.
Der seit 1988 alle zwei Jahre von der Stadt Viersen vergebene Förderpreis für junge Künstler und Wissenschaftler trägt seinen Namen: Ernst-Klusen-Preis.
Ernst Klusen war seit 1935 verheiratet, hatte zwei Kinder und ist in Viersen begraben.

## Tätigkeit als Musikwissenschaftler und Volksliedforscher
Klusen gilt als Nestor der Musikalischen Volkskunde in Deutschland.
1967 versuchte er, den Begriff „Volkslied“ durch den nicht „vorbelasteten“ Terminus „Gruppenlied“ zu ersetzen, wobei er „Gruppe“ im soziologischen Sinn verstand. 1969 erschien sein wichtiges Werk Volkslied – Fund und Erfindung. Das „Volk“ war seiner Meinung nach eine imaginäre Einheit, in der „Lieder nie gelebt haben“. Er schrieb, es sei ein „Irrtum zu glauben, es hätte je etwas anderes gegeben als ‚die Gruppe‘ als Liedträger“. Folgerichtig berücksichtigte er bei seinen Erforschungen auch die Dialektlieder. Es gab Kontroversen über diese These. Volksliedforschung war für ihn ein teilnehmendes Beobachten; nicht das Objekt, sondern der musizierende Mensch stand in seinem Mittelpunkt. Schwer erkrankt, konnte er noch kurz vor seinem Tod die Fahnenabzüge seines Werkes, das die Summe seiner wissenschaftlichen Forschungen enthält, korrigieren; es erschien 1989: Singen. Materialien zu einer Theorie.

## Auszeichnungen
- 1977 Rheinlandtaler des Landschaftsverbands Rheinland
- 1978 Benediktpreis der Stadt Mönchengladbach
- 1981 Ehrenplakette der Stadt Krefeld

## Werke

### Bücher und Liederbücher
- Das Volkslied im niederrheinischen Dorf. Studien zum Volksliedschatz der Gemeinde Hinsbeck mit besonderer Berücksichtigung der Melodien. Voggenreiter, Potsdam 1941.
- Der Stammescharakter in den Weisen neuerer deutscher Volkslieder. Voggenreiter, Bad Godesberg 1953.
- Die Windmühle. Niederrheinische Volkslieder. Voggenreiter, Bad Godesberg 1955.
- Sankt Martin. Lieder und Lampen. Voggenreiter, Bad Godesberg 1955.
- Das Bonner Gesangbuch von 1550. Hrsg. von Ernst Klusen. Staufen-Verlag, Kamp-Lintfort 1965.
- Volkslied. Fund und Erfindung. Gerig, Köln 1969.
- Das Volkslied im niederrheinischen Dorf. Studien zum Lebensbereich des Volksliedes der Gemeinde Hinsbeck im Wandel einer Generation. Voggenreiter, Bonn-Bad Godesberg 1970.
- Bevorzugte Liedtypen Zehn- bis Vierzehnjähriger. Gerig, Köln 1971.
- Gefahr und Elend einer neuen Musikdidaktik. Gerig, Köln 1973.
- Zur Situation des Singens in der Bundesrepublik Deutschland. Teil 1: Der Umgang mit dem Lied (Mitarbeit: V. Karbusický). Gerig, Köln 1974.
- Zur Situation des Singens in der Bundesrepublik Deutschland. Teil 2: Die Lieder (Mitarbeit: V. Karbusický). Gerig, Köln 1975, ISBN 3-87252-097-0.
- Johann Wilhelm Wilms. Leben und Werk. Knuf, Buren 1975.
- Kritische Lieder der 70er Jahre. Fischer, Frankfurt/M. 1978, ISBN 3-596-22950-2.
- Volkslieder aus 500 Jahren. Fischer, Frankfurt 1978, ISBN 3-596-22951-0.
- Das Musikleben der Stadt Krefeld 1780–1945. A. Volk, Köln 1979/80.
- Deutsche Lieder. Texte und Melodien. Insel, Frankfurt/M. 1980, ISBN 3-458-04855-2.
- Gevaren van de nieuwere muziekdidaktiek. Muusses, Purmerend 1980, ISBN 90-231-8131-X.
- Elektronische Medien und musikalische Laienaktivität. Gerig, Köln 1980, ISBN 3-87252-117-9.
- Die schönsten Kinderlieder und Kinderreime. Naumann u. Göbel, Köln 1987, ISBN 3-625-10721-X.
- Singen. Materialien zu einer Theorie. Bosse. Regensburg 1989, ISBN 3764923369.

### Kompositionen
- Dialektliedbearbeitungen für Chor: Et Paterke, Het Quieselche, Wenn’t Kirmes is
- 3 Streichquartette
- Doppelkonzert für Violoncello, Fagott und Orchester
- Oratorium für Soli, Chor und großes Orchester
- Triludium II für Gitarre, Violoncello und Flöte

### Nachlass
Sein Nachlass befindet sich im Kreisarchiv Viersen (N136).